# Mérignat
Mérignat település Franciaországban, Ain megyében. Lakosainak száma 133 fő (2022. január 1.). Mérignat Boyeux-Saint-Jérôme, Cerdon, Jujurieux és Poncin községekkel határos.

## Népesség
A település népességének változása:
| Lakosok száma | 90   | 80   | 85   | 131  | 125  | 121  | 130  | 135  | 136  | 133  |
|               | 1968 | 1982 | 1990 | 2006 | 2013 | 2015 | 2017 | 2019 | 2020 | 2022 |